# Caren Metschuck
Caren Metschuck, née le 27 septembre 1963 à Greifswald (RDA), est une nageuse est-allemande.

## Carrière
Caren Metschuck est triple championne olympique aux Jeux olympiques de 1980 à Moscou, remportant les courses du 100 mètres papillon, du relais 4 × 100 mètres quatre nages et du relais 4 × 100 mètres nage libre. Elle est aussi médaillée d'argent du 100 mètres nage libre. 
Elle intègre l'International Swimming Hall of Fame en 1990.

## Palmarès

### Championnats d'Europe
- Championnats d'Europe 1981 à Split (Yougoslavie) :
  -  Médaille d'or du 100 m nage libre
  -  Médaille d'or du relais 4 × 100 m nage libre.
  -  Médaille d'or du relais 4 × 100 m 4 nages.